# Virgilio Simonetti
Virgilio Simonetti (Roma, 12 settembre 1897 – Roma, 1982) è stato un pittore e acquerellista italiano.

## Biografia
Virgilio Simonetti, detto "La Gazzella", era figlio del pittore Amedeo, detto "Momo" (1874-1922), e della moglie, Ersilia Tomassoni. Iniziò a disegnare figurine, ispirandosi al romanzo Romanticismo di Gerolamo Rovetta. Da una gita al mare, a Santa Marinella, tornò con schizzi e piccoli studi. Il padre lo introdusse giovanissimo nel gruppo di artisti dei XXV della campagna romana. Per la scelta cromatica si ispirava ad Armando Spadini (1883-1925) e nella ricerca di una stabilità del contorno, che non soffocasse la brillantezza del colore, aveva negli occhi la pittura post-impressionistica toscana che faceva capo ad Ardengo Soffici (1879-1964). Possedeva una tavolozza completa di sfumature, luminosa e vivace. Ha lasciato acquerelli freschi e leggeri. Esordì a Londra nel 1922, in una mostra organizzata per valorizzare la pittura del padre. Fra il 1946 e il 1948 ha eseguito affreschi nel complesso della "Repubblica dei ragazzi" che sorgeva sulla Via Aurelia, nel Comune di Civitavecchia. Ha illustrato libri per l'infanzia. Lunghissima e continuata nel tempo è stata la sua collaborazione all'Istituto per l'Enciclopedia Italiana - dal 1925 al 1975 - per cui studiò composizioni armoniche per le tavole fuori testo. Ha disegnato vetrate, scenografie teatrali e anche soggetti religiosi. Ha lavorato come bozzettista per la Casa Ricordi.
Ultimo rimasto in vita, tra i XXV della campagna romana, tornava talvolta, con struggente melanconia, a dipingere all'aperto scorci e angoli del quartiere Prati, lungo il Tevere o ai piedi di Monte Mario, che erano rimasti liberi dall'espansione urbanistica.
Una mostra retrospettiva su Virgilio e Amedeo Simonetti si è tenuta a Roma, al Museo del Folklore, nel 1986.

## Opere

### Illustrazioni
- Giulio Maria Fara, Canti di Sardegna: l'anima del popolo sardo, Milano, G. Ricordi, 1923. Illustrazioni di Virgilio Simonetti.
- Hans Christian Andersen, Elsa e i cigni, Roma, Arti grafiche italiane, 1944. Illustrazioni a colori di Virgilio Simonetti.